# Coupe des clubs champions européens 1969-1970
Navigation
Édition précédente Édition suivante
La Coupe des clubs champions européens 1969-1970 a vu la victoire du Feyenoord Rotterdam en finale, le 6 mai 1970 à San Siro, sur le score de 2-1 après prolongation face au Celtic Football Club. Le club remporte son premier titre de champion d'Europe.
Pour cette édition, la règle des buts à l'extérieur est généralisée à tous les tours de la compétition (elle était appliquée lors des deux premiers tours — seizièmes et huitièmes de finale — depuis l'édition 1967-1968).

## Tour préliminaire
| Équipe 1 | Résultat | Équipe 2      | Aller | Retour |
| -------- | -------- | ------------- | ----- | ------ |
| Turku PS | 0 - 5    | Copenhague BK | 0 - 1 | 0 - 4  |

## Seizièmes de finale
| Équipe 1                  | Résultat | Équipe 2              | Aller  | Retour |
| ------------------------- | -------- | --------------------- | ------ | ------ |
| Leeds United AFC          | 16 - 0   | SFK Lyn Oslo          | 10 - 0 | 6 - 0  |
| CSKA SZ Sofia             | 3 - 5    | Ferencváros TC        | 2 - 1  | 1 - 4  |
| R. Standard Club Liègeois | 4 - 1    | KS 17 Nëntori         | 3 - 0  | 1 - 1  |
| Real Madrid CF            | 14 - 1   | Olympiakos Nicosie FC | 8 - 0  | 6 - 1  |
| FC Bâle 1893              | 0 - 2    | Celtic FC             | 0 - 0  | 0 - 2  |
| SL Benfica                | 5 - 2    | Copenhague KB         | 2 - 0  | 3 - 2  |
| FK Austria Vienne         | 2 - 5    | FK Dynamo Kiev        | 1 - 2  | 1 - 3  |
| AC Fiorentina             | 3 - 1    | Östers IF             | 1 - 0  | 2 - 1  |
| Galatasaray SK            | 5 - 2    | Waterford AFC         | 2 - 0  | 3 - 2  |
| Hibernians FC             | 2 - 6    | TJ Spartak TAZ Trnava | 2 - 2  | 0 - 4  |
| UT Arad                   | 1 - 10   | CWKS Legia Varsovie   | 1 - 2  | 0 - 8  |
| FC Bayern Munich          | 2 - 3    | AS Saint-Étienne      | 2 - 0  | 0 - 3  |
| FC Vorwärts Berlin        | 3 - 1    | Panathinaïkos AO      | 2 - 0  | 1 - 1  |
| FK Étoile rouge           | 12 - 2   | Linfield FC           | 8 - 0  | 4 - 2  |
| AC Milan                  | 8 - 0    | FC Avenir Beggen      | 5 - 0  | 3 - 0  |
| SC Feijenoord             | 16 - 2   | KR Reykjavik          | 12 - 2 | 4 - 0  |

## Huitièmes de finale
| Équipe 1                  | Résultat | Équipe 2         | Aller | Retour   |
| ------------------------- | -------- | ---------------- | ----- | -------- |
| Leeds United AFC          | 6 - 0    | Ferencváros TC   | 3 - 0 | 3 - 0    |
| R. Standard Club Liègeois | 4 - 2    | Real Madrid CF   | 1 - 0 | 3 - 2    |
| Celtic FC                 | 3 - 3    | SL Benfica       | 3 - 0 | 0 - 3 ap |
| FK Dynamo Kiev            | 1 - 2    | AC Fiorentina    | 1 - 2 | 0 - 0    |
| TJ Spartak TAZ Trnava     | 1 - 1    | Galatasaray SK   | 1 - 0 | 0 - 1 ap |
| CWKS Legia Varsovie       | 3 - 1    | AS Saint-Étienne | 2 - 1 | 1 - 0    |
| FC Vorwärts Berlin        | 4 - 4E   | FK Étoile rouge  | 2 - 1 | 2 - 3    |
| AC Milan                  | 1 - 2    | SC Feijenoord    | 1 - 0 | 0 - 2    |

## Quarts de finale
| Équipe 1                  | Résultat | Équipe 2            | Aller | Retour |
| ------------------------- | -------- | ------------------- | ----- | ------ |
| R. Standard Club Liègeois | 0 - 2    | Leeds United AFC    | 0 - 1 | 0 - 1  |
| Celtic FC                 | 3 - 1    | AC Fiorentina       | 3 - 0 | 0 - 1  |
| Galatasaray SK            | 1 - 3    | CWKS Legia Varsovie | 1 - 1 | 0 - 2  |
| FC Vorwärts Berlin        | 1 - 2    | SC Feijenoord       | 1 - 0 | 0 - 2  |

## Demi-finales
| Équipe 1            | Résultat | Équipe 2      | Aller | Retour |
| ------------------- | -------- | ------------- | ----- | ------ |
| Leeds United AFC    | 1 - 3    | Celtic FC     | 0 - 1 | 1 - 2  |
| CWKS Legia Varsovie | 0 - 2    | SC Feijenoord | 0 - 0 | 0 - 2  |

## Finale
| Finale                   | SC Feijenoord              | 2 – 1 a. p.     | Celtic FC   |                                                                          |                                                                          |
| Mercredi 6 mai 1970 21 h | Israël 32e · Kindvall 116e | (1-1, 1-1, 1-1) | 30e Gemmell | Stade San Siro, Milan Spectateurs : 53 187 Arbitrage : Concetto Lo Bello | Stade San Siro, Milan Spectateurs : 53 187 Arbitrage : Concetto Lo Bello |
| Mercredi 6 mai 1970 21 h | Rapport                    |                 |             | Stade San Siro, Milan Spectateurs : 53 187 Arbitrage : Concetto Lo Bello | Stade San Siro, Milan Spectateurs : 53 187 Arbitrage : Concetto Lo Bello |